# Notstandsverfassung
Als Notstandsverfassung bezeichnet man Rechtsvorschriften, die das Ergreifen außerordentlicher Maßnahmen wie eine Vereinfachung der Gesetzgebung in Notsituationen ermöglichen.

## Deutschland
In der Bundesrepublik Deutschland besteht die Notstandsverfassung vor allem aus den am 30. Mai 1968 als Zusatz zum Grundgesetz vom Bundestag (BT) verabschiedeten Notstandsgesetzen, die den Notstand, den Verteidigungsfall, Spannungsfall und Katastrophenfall regeln. Der Notstand kann nach der deutschen Regelung in Kraft treten, wenn eine äußere Bedrohung einen normalen demokratischen Entscheidungsprozess behindert, also zum Beispiel Bundestag oder Bundesrat nicht mehr zusammentreten können. Für diesen Fall übernimmt der Gemeinsame Ausschuss (Notparlament) wesentliche Parlamentsfunktionen.
Zur Notstandsverfassung gehören Regelungen bezüglich:
- Artikel 10 GG (Einschränkung des Grundrechts des Brief-, Post- und Fernmeldegeheimnisses)
- Artikel 11 GG (Einschränkung des Grundrechts der Freizügigkeit)
- Artikel 12 a GG (Wehrpflicht, Wehrersatzdienst, Dienstverpflichtung für Zwecke der Verteidigung einschließlich des Schutzes der Zivilbevölkerung im Verteidigungsfall)
- Artikel 20 Absatz 4 (Widerstandsrecht)
- Abschnitt IV a (Artikel 53 a) (Notstandsgesetzgebung durch den Gemeinsamen Ausschuss)
- Abschnitt X a (Artikel 115a bis l) Verteidigungsfall

Auch die Regelungen für den Gesetzgebungsnotstand (Art. 81 GG) gehören zur Notstandsverfassung.

### Kritik
Der Verabschiedung der Notstandsgesetze gingen heftige innenpolitische Debatten voraus, die auch zur Gründung der „Außerparlamentarischen Opposition“ (APO) beitrugen.
Die Kritiker der Notstandsgesetze beriefen sich auf die katastrophalen Auswirkungen der Notverordnungen der Weimarer Republik (Artikel 48 der Weimarer Verfassung), die im Falle eines nicht näher definierten Notstandes dem Reichspräsidenten weitreichende Vollmachten übertrug.